# Severočeský krajský přebor 1975/1976
V soubojích Severočeského krajského přeboru 1975/76, jedné ze skupin 5. nejvyšší československé fotbalové soutěže, se utkalo 14 týmů dvoukolovým systémem podzim - jaro. Tento ročník skončil v červnu 1976.

## Výsledná tabulka
Zdroj:
| Poř. | Tým                           | Z  | V  | R  | P  | VG | OG | B  |
| ---- | ----------------------------- | -- | -- | -- | -- | -- | -- | -- |
| 1.   | TJ Sepap Jílové               | 26 | 14 | 7  | 5  | 36 | 23 | 35 |
| 2.   | TJ SZ Česká Lípa              | 26 | 16 | 2  | 8  | 61 | 39 | 34 |
| 3.   | TJ Slovan Kadaň               | 26 | 14 | 3  | 9  | 47 | 34 | 31 |
| 4.   | TJ Slovan Liberec „B“         | 26 | 12 | 6  | 8  | 42 | 25 | 30 |
| 5.   | TJ Dynamo Trmice              | 26 | 12 | 5  | 9  | 40 | 40 | 29 |
| 6.   | TJ Spartak Ústí nad Labem „B“ | 26 | 8  | 10 | 8  | 34 | 33 | 26 |
| 7.   | TJ Lokomotiva Louny           | 26 | 10 | 6  | 10 | 37 | 45 | 26 |
| 8.   | TJ Kovostroj Děčín „B“        | 26 | 11 | 2  | 13 | 45 | 45 | 24 |
| 9.   | TJ Slavoj Litoměřice          | 26 | 9  | 6  | 11 | 40 | 41 | 24 |
| 10.  | TJ Baník Meziboří             | 26 | 11 | 2  | 13 | 34 | 37 | 24 |
| 11.  | TJ SEBA Velké Hamry           | 26 | 9  | 6  | 11 | 31 | 34 | 24 |
| 12.  | TJ Lokomotiva Bílina          | 26 | 7  | 9  | 10 | 31 | 40 | 23 |
| 13.  | TJ Baník Most „B“             | 26 | 7  | 9  | 10 | 31 | 41 | 23 |
| 14.  | TJ Hvězda Trnovany            | 26 | 5  | 1  | 20 | 30 | 62 | 11 |

Poznámky:
- Z = Odehrané zápasy; V = Vítězství; R = Remízy; P = Prohry; VG = Vstřelené góly; OG = Obdržené góly; B = Body

|  | Postup do Divize B 1976/77             |
|  | Sestup do příslušné I. A třídy 1976/77 |